# So Matsuyama
So Matsuyama, nato Takashi Matsuyama, citato anche come Sō Matsuyama e Sō Matsuda (22 settembre 1908 – 14 luglio 1977), è stato uno scenografo, production designer e direttore artistico giapponese.
È stato candidato due volte per l'Oscar alla migliore scenografia: la prima volta per il suo lavoro in Rashomon (1950), e la seconda volta per il suo lavoro ne I sette samurai (1954). Nel 1950 vinse il premio per la migliore direzione artistica al Mainichi Film Concours per Cane randagio, diretto da Akira Kurosawa.

## Filmografia parziale
Scenografia
- L'angelo ubriaco (醉いどれ天使 Yoidore tenshi?), regia di Akira Kurosawa (1948)
- Cane randagio (野良犬 Nora inu), regia di Akira Kurosawa (1949)
- Rashomon (羅生門 Rashōmon), regia di Akira Kurosawa (1950)
- Vivere (生きる Ikiru), regia di Akira Kurosawa (1952)
- I sette samurai (七人の侍?, Shichinin no samurai), regia di Akira Kurosawa (1954)
- L'arpa birmana (ビルマの竪琴 Biruma no tategoto?), regia di Kon Ichikawa (1956)